# Данилин, Виктор Тимофеевич
Виктор Тимофеевич Данилин (25 марта 1923, Луговатое, Смоленская губерния — 23 ноября 1973, Курск) — советский самбист, чемпион и призёр чемпионатов СССР по самбо, мастер спорта СССР, участник Великой Отечественной войны, полковник.

## Биография
Выпускник Ленинградского ветеринарного института. Увлёкся борьбой в 1939 году в Ленинграде. Его первым наставником был Виктор Корнилов. Выступал за «Динамо» (Ленинград). Воевал в 31-м гвардейском кавалерийском полку 8-й гвардейской кавалерийской дивизии. В рукопашной схватке уничтожил трёх немецких разведчиков. Был трижды ранен. Окончил войну в Румынии.
В 1955 году окончил Ленинградский ветеринарный институт, после окончания которого до 1957 года работал в Витебском ветеринарном институте. Кандидат ветеринарных наук. В 1957—1973 годах работал в Курской сельскохозяйственной академии. В 1961 году организовал первую в Курске секцию самбо.

## Награды
- Орден Славы III степени (3 марта 1944);
- Медаль «За отвагу» (8 июня 1945);
- Медаль «За победу над Германией в Великой Отечественной войне 1941—1945 гг.» (12 января 1946).

## Спортивные результаты
- Чемпионат СССР по самбо 1947 года — ;
- Чемпионат СССР по самбо 1948 года — ;
- Чемпионат СССР по самбо 1949 года — ;
- Чемпионат СССР по самбо 1950 года — ;
- Чемпионат СССР по самбо 1951 года — ;
- Чемпионат СССР по самбо 1952 года — ;

## Семья
- Данилин, Михаил Тимофеевич (1918—2011) — брат — советский самбист, призёр чемпионата СССР, мастер спорта, участник Великой Отечественной войны, полковник.